# Leszczyna (stacja kolejowa)
Leszczyna − zamknięta i zlikwidowana w 1980 roku towarowa stacja kolejowa, w Leszczynie, w Polsce, w województwie dolnośląskim, w powiecie złotoryjskim, w gminie Złotoryja. Stacja została otwarta w dniu 15 maja 1951 roku razem z linią kolejową z Jerzmanic Zdroju.